# 董永
董永（？—?），汉朝时期的人物，古代流传行孝历史模范，其家境贫寒。幼年丧母。与其父相依为命。父去世後，又契身葬父。董永故事最早见于东汉武梁祠画像石中，后演变成为《二十四孝》賣身葬父故事。
相傳出生于千乘（今山东博兴陈户镇）。又传董永是雲夢人，今属湖北省孝感市境内。刘宋时设置孝昌县，后改名孝感县。
民间广泛流传因其孝心感动天地，天庭的七仙女因被董永的孝心感动，下凡來幫助他，並与其结为夫妻。

## 文学记载
- 曹植著《灵芝篇》是第一部描写董永的诗[4][5]。
- 《天仙配》是基于董永的故事演化出来的。[4]

## 圖集

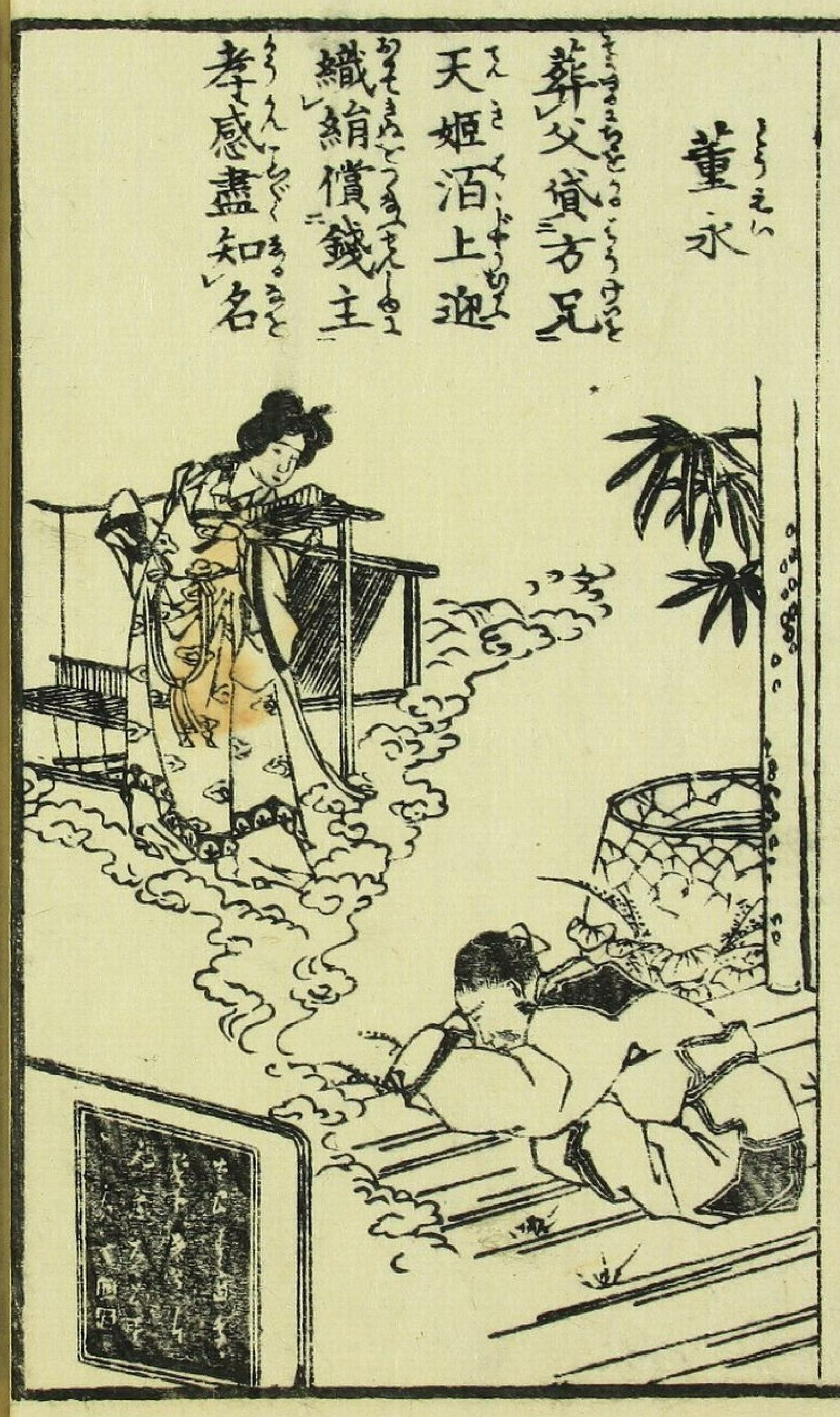
董永与仙女
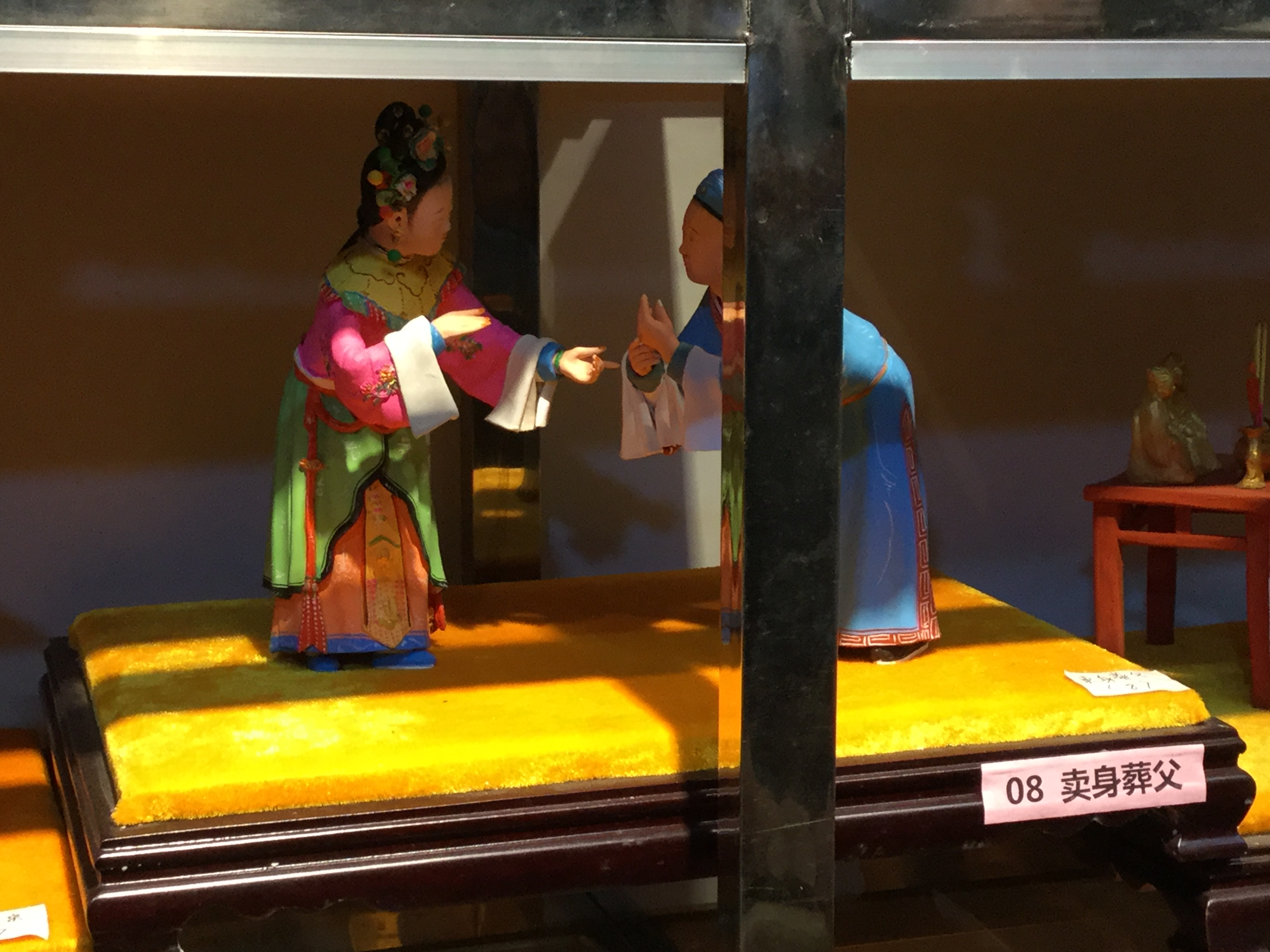
卖身葬父

## 註腳
1. ↑  山東嘉祥縣武氏墓群石刻，在武梁祠石室后壁第2層右起第3個畫面就刻有董永盡孝的故事。東漢桓帝建和元年（西元147年）修建。
2. ↑  《搜神記第一卷》
3. ↑   第1卷. 成文出版社. 1975年: 第81頁  [2024-11-25]. （原始内容存档于2024-05-23）.
4. 1 2  . 三联生活网.   [2024-05-23]. （原始内容存档于2024-05-30）.
5. ↑  董永遭家貧，父老無財遺。舉假以供養，傭作致甘肥。責家填門至，不知何用歸。天靈感至德，神女為秉機。